# Església de Santa Maria de Cocentaina
L'església de Santa Maria de Cocentaina (el Comtat) té el seu origen en l'antiga església cristiana fundada en la segona meitat del segle xiii, de la qual a penes queden restes, a excepció de les restes arqueològiques aparegudes prop de la façana principal i de l'antic cementeri localitzat a l'exterior de la façana principal. Es reconstruí en el segle xvi i fou totalment reedificada entre 1666 i 1780 en estil barroc. Té altres reformes i ampliacions significatives, fetes al segle xviii i xix.

## Descripció
És un edifici de tres naus amb cinc trams i volta de canó amb arcs faixons i llunets. Als costats hi han capelles entre els contraforts cobertes amb voltes bufades, estan connectades entre elles per arcs de mig punt, donant així la sensació de ser una església de tres naus. La cúpula del creuer, està sobre petxines, és xata des de l'interior, i té, al mode barroc, un corredor perimetral que es repeteix a la nau i al creuer.
La il·luminació es fa a través de la cúpula, des de mur dels peus i pel costat de l'evangeli del creuer, aconseguint així una il·luminació abundant.
El presbiteri es cobreix amb una volta bufada pintada al fresc en trompe-l'oeil, amb arquitectures fingides, un cel barroc representant la Glòria de l'Assumpció de la Mare de Déu, obra del valencià Josep Ribelles. Als extrems, del creuer i als peus, hi ha altres frescos en grisalla que representen les sis virtuts, i a les petxines hi figuren els quatre evangelistes.
Al voltant de l'edifici eclesiàstic, al flanc nord i a l'est, es conserven restes de l'antiga muralla medieval de la qual el 1853 se'n va aprofitar una part com a mur per a construir la capella de la Comunió. Aquesta capella, d'estil acadèmic, està al costat de l'epístola, és de planta rectangular coberta amb una volta de canó amb llunetes, dividida en sis trams, amb una petita portada pròpia. Té una cúpula sobre petxines i un cupulí que il·lumina l'interior.
Santa Maria té dues portades, la primera és lateral, de pedra, amb pilastres dòriques i correspon al període anterior de la construcció; la portada principal és del segle xviii, ja plenament barroca.
El campanar té cinc cossos es remata amb el cos de campanes adornat per pilastres estriades aparellades i una espècie de templet amb pinacles i fulles d'acant. Es construí el 1705.